# Salamis (Schiff, 1914)

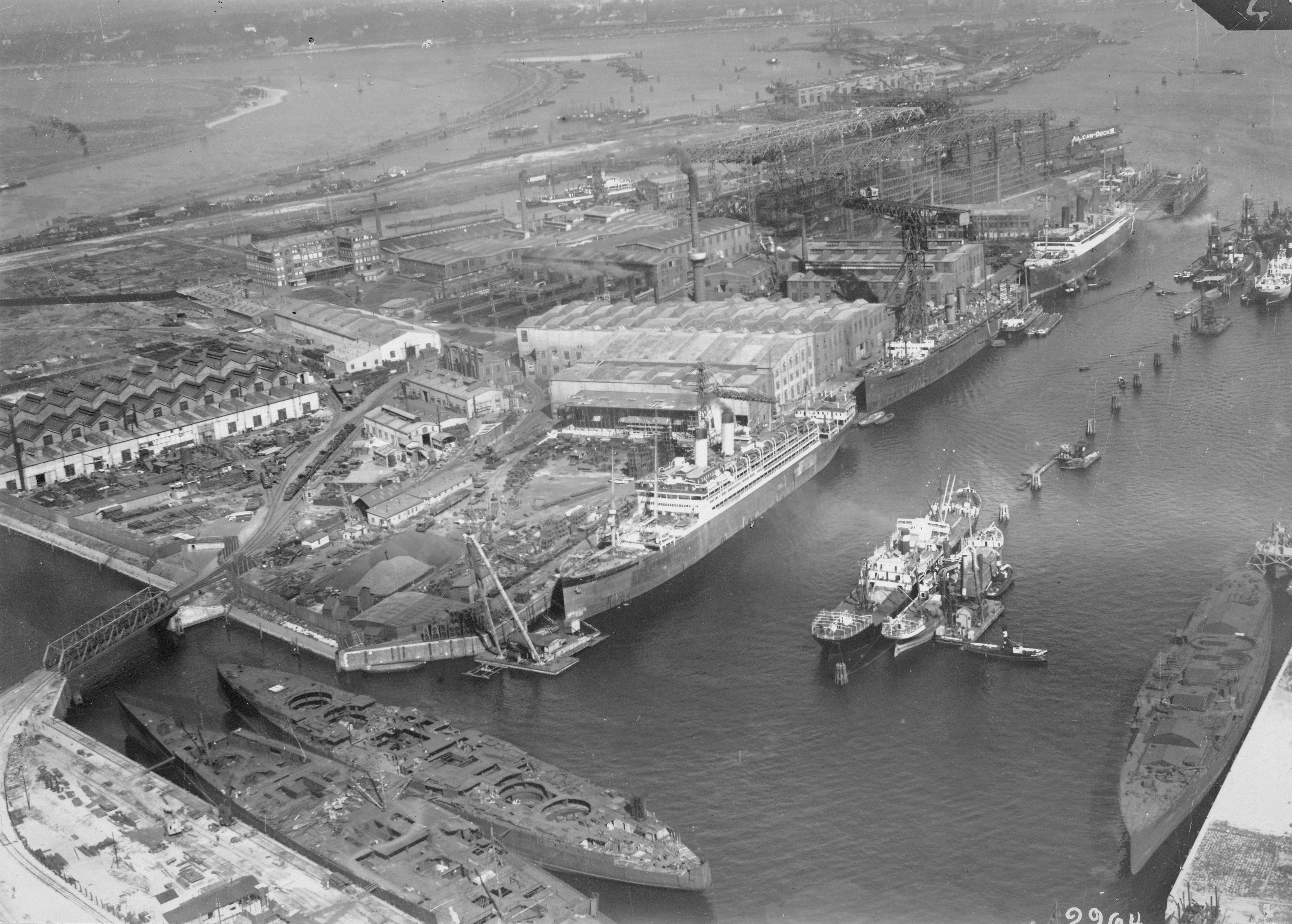
Die unfertige Salamis (ganz rechts) im Hamburger Hafen

Die Salamis (griechisch Σαλαμίς) war ein Schlachtschiff, welches für die Griechische Marine zwischen 1912 und 1914 in Deutschland gebaut wurde, aber auf Grund des Ersten Weltkrieges nicht fertiggestellt wurde.

## Konstruktionsgeschichte

### Planung
1912, vor dem Ersten Balkankrieg, beschloss Griechenland eine Vergrößerung seiner Flotte, bei der unter anderem ein Panzerschiff in etwa der Größenordnung des bisherigen Flaggschiffs, des in Italien gekauften Panzerkreuzers Georgios Averoff, beschlossen wurde. Bei diesem sollte es sich um ein sehr kleines Großkampfschiff mit sechs schweren Geschützen handeln. In Auftrag gegeben wurde es bei der Hamburger Vulcan-Werft. Da der Kriegsverlauf zeigte, dass ein größeres Schiff benötigt wurde, wurde der Vertrag mit der Werft dahingehend geändert, dass statt des Panzerschiffs ein Schlachtschiff von etwa 19.812 t (19.500 ts) und einer Hauptbewaffnung von acht 35,6-cm-SK L/45 gebaut werden sollte. Da sich die Planungen mehrmals änderten und das Schiff nicht fertiggestellt wurde, sind die letztlich vorgesehenen Einzelheiten nicht immer zutreffend festzustellen. Änderungen, gerade hinsichtlich des Deplacements, sind möglich. Bewilligt wurde die Salamis mit dem Haushalt für 1912.

### Bau
Die Salamis wurde am 23. Juli 1912 auf der Vulkanwerft in Hamburg auf Kiel gelegt. Auf dieser hat Griechenland bereits zuvor zwei Zerstörer bauen lassen. Der Stapellauf fand am 11. November 1914 statt. Für die Schwere Artillerie war vorgesehen, sie aus den USA von der Bethlehem Steel Co. zu beziehen, was wegen des Ersten Weltkriegs nicht möglich war, auch wenn die USA noch nicht in den Krieg eingetreten war. Es wurde untersucht, das Schiff für die Kaiserliche Marine fertigzustellen, was jedoch wegen der in Aussicht gestellten zweijährigen Lieferfrist für die Hauptbewaffnung aus deutscher Produktion nicht erfolgte. Folglich ruhte der Weiterbau während des Krieges und wurde danach nicht wieder aufgenommen. Griechenland verweigerte die Abnahme, weshalb sich 1923 ein Prozess vor einem deutsch-griechischen Schiedsgericht entwickelte, der erst 1932 geklärt wurde. Hiernach musste Griechenland der Werft 30.000 £ für die Baukosten zahlen und der unfertige Rumpf verblieb im Eigentum der Werft. Diese ließ ihn abwracken.

## Technische Beschreibung

### Rumpf
Der Rumpf der Salamis wäre in der Konstruktionswasserlinie 173,3 Meter lang, 24,7 Meter breit und hätte bei einer geplanten Konstruktionsverdrängung von 19.813 Tonnen einen Tiefgang von 7,6 Metern gehabt. Der Schlankheitsgrad hätte etwa 7:1 betragen. Der Rumpf war, wie bereits bei den Entwürfen als Panzerschiff, als Glattdecker ausgelegt. Im Zentrum des Schiffes sollten sich die beiden Schornsteine und zwischen diesen eine Abstellfläche für Beiboote befinden.

### Antrieb
Der Antrieb sollte durch zwölf kohle- und acht ölbefeuerte Dampferzeuger – Kesseln des Yarrow-Typs – und drei AEG-Getriebeturbinensätze erfolgen, mit denen eine Leistung von 40.000 PS (29.420 kW) erreicht werden sollte. Diese hätten ihre Leistung an drei Wellen mit je einer Schraube abgegeben. Die Höchstgeschwindigkeit hätte 23 Knoten (43 km/h) betragen.

### Bewaffnung

#### Schwere Artillerie
Als schwere Artillerie sollten acht 35,6-cm-Seezielgeschütze mit Kaliberlänge 45 verbaut werden, die in vier Zwillingsgeschütztürmen entlang der Schiffsmittellinie aufgestellt werden sollten. Vorgesehen war, die Geschütztürme in überfeuernder Endaufstellung vor und hinter den Aufbauten zu installieren, was es den inneren Türmen ermöglicht hätte, über die äußeren hinwegzuschießen, womit der Einsatz zum Beschuss über Bug und Heck von vier Geschützen, zu den Seiten von acht möglich wäre.
Das geplante Geschütz Mark 2 hatte eine Feuerrate von 1,25 bis 1,5 Schuss die Minute und eine Lebensdauer von rund 150 Schuss. Es konnte eine 635 kg schwere Granate bis zu 21 Kilometer weit schießen. Der Geschützturm hatte eine Seitenrichtgeschwindigkeit von 1,7° pro Sekunde, eine Höhenrichtgeschwindigkeit von 4° pro Sekunde und einen Höhenrichtbereich von −5° bis +15°.
Die Geschütze und mutmaßlich ebenfalls die Türme wurden wegen des Ersten Weltkriegs nicht geliefert und letztlich in Großbritannien als Bewaffnung der vier Monitore der Abercrombie-Klasse verwendet.

#### Mittelartillerie
Die Mittelartillerie sollte aus zwölf 15,2-cm L/50, die ebenfalls aus den USA bezogen werden sollten, bestehen. Diese Geschütze konnten 47,6 kg schwere Granaten verschießen und sollten in seitlichen Kasematten, deren Bestreichungswinkel durch Beschussfenster vergrößert sind, postiert werden.

#### Torpedobootabwehrartillierie
Zur Abwehr von Torpedobooten waren zwölf 7,5-cm-Geschütze vorgesehen, die zum Teil offen auf den Aufbauten, zum Teil in Kasematten in den Aufbauten installiert werden sollten.

#### Torpedobewaffnung
Es war vorgesehen drei Unterwassertorpedorohre des Kalibers 45-cm zu verbauen. Je ein Rohr beidseitig im Rumpf und ein weiteres Rohr im Heck. Die Grundidee dieser Torpedorohre war, dass die Schlachtschiffe in lange andauernde Gefechte mit anderen Großkampfschiffen verwickelt werden konnten, bei denen beide Kontrahenten längere Zeit auf parallelen Kursen liefen, so dass sich die Möglichkeit ergeben hätte, den Gegner auch mit Torpedos zu beschießen.

### Panzerung und Schutzsysteme
Der Panzerschutz sollte aus drei Teilen bestehen.
Erstens sollte das Schiff durch einen Seitenpanzer in etwa auf Höhe der Wasserlinie, der im Bereich der lebensnotwendigen Einrichtungen, deren Ausfall den Verlust des Schiffes bewirken kann, der Turbinen- und Kesselräume sowie der Munitionskammern der Schweren Artillerie unter den Geschütztürmen, der sog. Vitalia, besonders stark, an den Schiffsenden schwächer sein sollte, und vor und hinter den Vitalia durch Panzerquerschotten, quer durch das Schiff verlaufende gepanzerte Wände, abgeschlossen werden sollte, geschützt werden. Im Bereich der Vitalia sollte der Seitenpanzer nach oben durch einen schwächeren Zitadellpanzer erweitert werden. Der Seitenpanzer sollte das Schiff vor flach einschlagenden, auf kurze und mittlere Entfernungen abgeschossene Granaten schützen.
Zweitens sollte es ein Panzerdeck als Horizontalschutz erhalten, das es vor steil einfallenden, auf hohe Entfernungen abgeschossene Granaten schützen sollte.
Drittens war geplant, einzelne nicht vom Seitenpanzer und Panzerdeck geschützte Bereiche durch besondere Panzerung zu schützen. Dies waren die Geschütztürme und die Barbetten, die zylindrische Strukturen, die sie mit den darunter liegenden Munitionskammern verbanden und durch die der Munitionstransport erfolgen sollte, die Kasematten der Mittelartillerie und die Kommandotürme und die Röhren, die sie mit dem Panzerdeck verbanden.
Über den Unterwasserschutz ist nichts bekannt. Es ist jedoch zu vermuten, dass das Schiff, wie bereits beim Entwurf als Panzerschiff vorgesehen, einen Doppelboden erhalten sollte.
Die einzelnen Panzerstärken sollten betragen:
- Seitenpanzer
  - am Bug: 80 mm
  - mittschiffs im Bereich der Vitalia: 250 mm
  - am Heck: 100 mm
  - Zitadellpanzer: 180 mm
  - Panzerquerschotten: unbekannt
- Panzerdeck: 40 bis 75 mm
- Geschütztürme der Schweren Artillerie
  - Stirnseite: 250 mm
  - Seite: unbekannt
  - Decke: unbekannt
  - Barbette: unbekannt
- Kasematten: 180 mm
- Kommandotürme
  - Vorderer Kommandoturm: 300 mm
  - Röhre des vorderen Kommandoturms: unbekannt
  - Hinterer Kommandoturm: unbekannt
  - Röhre des hinteren Kommandoturms: unbekannt

## Bewertung
Die Salamis hätte als erstes Schlachtschiff der griechischen Marine einen großen Fortschritt gebracht und ihren Vorsprung vor der osmanischen, dem Gegner des ersten Balkankriegs, vergrößert. Das Osmanische Reich versuchte seinerseits mit der 1911 in Großbritannien begonnenen Reshadije und ihren beiden unvollendeten Schwesterschiffen, Schlachtschiffe zu erwerben. Aus diesem Grund kaufte es auch 1914 die unfertige brasilianische Rio de Janeiro in Großbritannien an. Beide Schiffe wurden wegen des Ersten Weltkriegs nicht an das Osmanische Reich geliefert. Als Antwort auf die osmanischen Großkampfschiffprojekte gab Griechenland 1914 in Frankreich ein zweites Schlachtschiff, die Vasilefs Konstantinos, als weiteres Schiff der Bretagne-Klasse in Auftrag, die jedoch kriegsbedingt ebenfalls nicht fertiggestellt wurde. Somit erhielt Griechenland kein Schlachtschiff und die Georgios Averoff blieb weiterhin das Flaggschiff.
Für die deutsche Werftindustrie hätte die Salamis einen Schritt zu mehr Exportaufträgen darstellen können, da hiermit erstmals ein Großkampfschiff exportiert worden wäre. Für den Export waren an Kriegsschiffen bis dahin nur U-Boote (für Russland), Torpedofahrzeuge (für u. a. Griechenland und Argentinien) und ein Panzerkreuzer für Japan gebaut worden.